# Commodity
In economia, con commodity o materia prima si intende un bene economico dotato di fungibilità totale o sostanziale: vale a dire che il mercato tratta ogni istanza del bene come equivalente o quasi, a prescindere dal suo produttore.

## Definizione
Entrato oramai nel gergo commerciale ed economico, l'equivalente in italiano è 'bene indifferenziato". Deriva dal francese commodité, col significato di ottenibile comodamente, pratico. Una commodity deve essere facilmente immagazzinabile e conservabile nel tempo, cioè non perdere le caratteristiche originarie.
L'elevata standardizzazione che caratterizza una commodity ne consente l'agevole negoziazione sui mercati internazionali. Le commodity possono costituire un'attività sottostante per vari tipi di strumenti derivati, in particolare per i futures.
Una delle caratteristiche di una commodity è che il suo prezzo viene determinato dal mercato. Generalmente le commodity sono prodotti agricoli o prodotti di base non lavorati come l'oro, il sale, lo zucchero e il caffè. I prodotti chimici appartenenti alla classe delle commodity vengono anche chiamati bulk chemical.
La commoditization accade quando beni o servizi di un determinato mercato perdono la loro differenziazione. Spesso questo avviene quando c'è una diffusione della conoscenza per offrire efficientemente quel determinato prodotto o servizio. Alcuni esempi di commoditization possono essere medicine non più protette da brevetto o microprocessori la cui tecnologia è diventata pubblica e la cui produzione esclusiva non è più garantita da contratti.
La presenza di un prodotto indifferenziato può derivare da una standardizzazione da parte di un ente normativo tecnico (normaleria meccanica, COTS elettrici-elettronici), e dalla natura del bene scambiato (cancelleria, prodotti di pulizia e igiene, ecc.): sono commodities non soltanto le materie prime, ma anche alcune classi merceologiche di prodotti finiti di acquisto.

La centralizzazione degli acquisti per questo tipo di beni offre in genere drastiche riduzioni di costo e di prezzo finale.

## Commoditynegoziabili

### Soft commodity
Il termine soft commodity si riferisce generalmente a merci che vengono coltivate.
Le soft commodities svolgono un ruolo importante nel mercato dei futures. Sono utilizzati dagli agricoltori che desiderano bloccare i prezzi futuri dei loro raccolti, dagli acquirenti commerciali dei prodotti e dagli investitori speculativi in cerca di profitto. A volte il termine soft è limitato a prodotti identificati come principalmente tropicali, come caffè, cacao, zucchero, cotone e succo d'arancia.
Le soft commodity si dividono in:
- agricole: avena, farina di soia, frumento, mais, olio di soia, soia
- coloniali e tropicali: cacao, caffè, cotone, legname, succo d'arancia, tabacco, zucchero
- animali e prodotti animali: bovini, bovini da latte, maiali, pancetta di maiale

### Hard commodity
Il termine hard commodity si riferisce generalmente a merci che vengono estratte, come l'oro nelle miniere o il gas naturale nel sottosuolo.
Le hard commodity si dividono in:
- metalli industriali: alluminio, nichel, rame, zinco
- metalli preziosi: argento, oro, palladio, platino
- energetici: benzina, etanolo, gas naturale, nafta, petrolio, energia elettrica

## Principali mercati
Le commodity sono negoziate, principalmente mediante contratti futures, nei seguenti mercati:
- New York Mercantile Exchange (NYMEX) - negozia alluminio, carbone, rame, petrolio greggio, energia elettrica, benzina, oro, nafta, gas naturale, palladio, argento, propano, platino
- Chicago Board of Trade (CBOT)
- IntercontinentalExchange (ICE) precedentemente noto come International Petroleum Exchange (IPE)
- Chicago Mercantile Exchange (CME)
- London Metal Exchange (LME)
- New York Board of Trade (NYBOT) - negozia cacao, caffè, cotone, alcol etilico (etanolo), pasta di cellulosa, zucchero, succo d'arancia concentrato
- Euronext.liffe - filiale dedicata alle negoziazioni di futures e opzioni dell'Euronext, la borsa valori nata nel 2000 dalla fusione delle borse di Amsterdam, Parigi e Bruxelles.

## Indici sullecommodity
Gli indici di prezzo sulle commodity sono stati creati con lo scopo di fornire degli indicatori sull'andamento delle materie prime sottostanti, o su un loro sottoinsieme tematico (ad esempio, metalli o energetici).
- Principali indici:
  - SP Goldman Sachs Commodity Index
  - Dow Jones-UBS Commodity Index
  - Reuters/Jefferies CRB Index
  - RICI Jim Rogers Index
  - Commin Commodity Index

## Maggiori compagnie dicommodity trading
1. Vitol
2. Glencore
3. Trafigura
4. Cargill
5. Salam Investment
6. Archer Daniels Midland
7. Gunvor
8. Mercuria Energy Group
9. Noble Group
10. Louis Dreyfus Group
11. Bunge Limited
12. Wilmar International
13. Olam International